# Wörlitz
Wörlitz är en ortsteil i staden Oranienbaum-Wörlitz i Landkreis Wittenberg i förbundslandet Sachsen-Anhalt i Tyskland. Wörlitz var en stad fram till den 1 januari 2011 när den uppgick i Oranienbaum-Wörlitz. Wörlitz hade 1 513 invånare 2010.
Wörlitz kallades en gång för "Anhalts Venedig". Under fursten av Anhalt-Dessau, Leopold III:s regeringstid under 1700-talets senare hälft anlades i staden en stor parkanläggning, Wörlitzer Park, som redan i sin samtid var berömd. Denna har tillsammans med andra parker i närområdet 2000 av Unesco tagits upp på världsarvslistan som skyddat kulturlandskap.